# Megachile octosignata
Megachile octosignata là một loài Hymenoptera trong họ Megachilidae. Loài này được Nylander mô tả khoa học năm 1852.